# Martí Mayol y Moragues
Martí Mayol y Moragues (Palma de Mallorca, 1916 – ibídem, 1997), fue un comediógrafo español, licenciado en Historia y doctorado por la Universidad de Valencia. Comenzó su carrera literaria a través de la poesía, participando activamente en tertúlias literarias de la postguerra. Vinculado al fenómeno del “teatro regional” insular, donde destacaba con una personalidad y unas características muy singulares. 
Sus obras, escritas en mallorquín popular, Portes Obertes, Orgull de casta, Es sogre de Madò Rosa, Més vell que es pastar, Ca'n Miraprim, Mal llamps es doblers, Així ès el món, S'estopa ran d'es foc, El tio al cel sia, Dilluns de Festa Major, A on anam?, Mala rel o Es metge per força, adaptación de Le médecin malgré lui de Molière, fueron estrenadas por la Compañía Artis, pero pocas de estas obras fueron editadas y ahora son difíciles de consultar.
Su producción no se limita, sin embargo, a su creación teatral, sino que encuentra otro camino de realización literaria a través de la narrativa, buena muestra de la cual apareció en los cuadernos literarios Ponent, donde encontramos: El vaquer murcià (1958), Don Luïset, povre (1960), Oui, papa (1964), L'escàndol (1965-66), y de los artículos, como, por ejemplo, L'essència del teatre (1957) y Babel (quatre comentaris d'altri sobre teatre) (París, 1965), publicados en la misma revista, y los artículos en castellano aparecidos en la página de colaboraciones del diario Baleares, hoy Diari de Balears.
Después de unos años de silencio y de dedicación a otros trabajos, recobró su voz con Visca Alcanada lliure.
Otra de las facetas interesantes, pero menos conocida, del polifacético Martí Mayol es su obra como pintor, con exposiciones en Sóller, Sancellas, Alcudia, Muro, Caracas, etc.

## Obras publicadas
- "Ca'n Miraprim" (Les Illes d'Or, 1954).
- "Dilluns de Festa Major" (Premio "Bartomeu Ferrà", Ayuntamiento de Palma de Mallorca, 1955).
- "Així ès el món" (Ponent quaderns literaris, 1964).